# Pomnik Deportowanych w Paryżu
Pomnik Deportowanych w Paryżu, pełna nazwa: Pomnik Męczenników Deportacji – pomnik wzniesiony w Paryżu ku czci osób wywiezionych z Francji do obozów zagłady w czasie II wojny światowej. Posiada status zabytku od 2007.
Pomnik znajduje się w IV okręgu paryskim, na wschodnim cyplu Île de la Cité. Został wzniesiony z inicjatywy Sieci Pamięci, organizacji zajmującej się upamiętnianiem wydarzeń II wojny światowej we Francji, i dofinansowany przez władze państwowe.
Autorem projektu monumentu jest Georges Pingusson, zaś odsłonięcie pomnika miało miejsce 12 kwietnia 1962 w obecności prezydenta Charles'a de Gaulle'a.
Pomnik ma formę przypominającą konstrukcję kamiennego bunkra wykonanego z betonu i fragmentów skał z różnych regionów Francji, co ma dawać efekt nieociosanego kamienia. Schody prowadzą na trójkątny dziedziniec, a następnie do systemu wewnętrznych słabo oświetlonych korytarzy. Na terenie pomnika 20 tys. szklanych rzeźb symbolizuje deportowanych obywateli francuskich. Na końcu jednego z korytarzy umieszczono zwłoki nieznanego z nazwiska Francuza wywiezionego do obozu w Neustadt i zmarłego tam. Znajdują się one na terenie pomnika od 10 kwietnia 1962.
Na monumencie wypisane zostały również fragmenty poezji wojennej – wiersze, który autorami są Robert Desnos, Paul Éluard, Louis Aragon, Vercors, Antoine de Saint-Exupéry, Jean-Augustin Maydieu i Jean-Paul Sartre. Obok rozmieszczono urny z ziemią z terenu różnych obozów zagłady.